# 1534년

## 연호
- 명(明) 가정(嘉靖) 13년
- 일본(日本) 덴분(天文) 3년
- 후 레 왕조(後黎朝) 응우옌호아(元和) 2년
- 막 왕조(莫朝) 다이찐(大正) 5년

## 기년
- 류큐(琉球) 쇼세이왕(尚清王) 8년
- 명(明) 세종 가정제(世宗 嘉靖帝) 13년
- 조선(朝鮮) 중종(中宗) 29년
- 후 레 왕조(後黎朝) 장종(莊宗) 2년
- 막 왕조(莫朝) 태종(太宗) 5년

## 사건
- 4월 - 자크 카르티에가 프랑스를 출항, 몇달 뒤, 캐나다의 세인트로렌스강을 유럽인 최초로 탐험하였다.
- 8월 15일 - 로마 가톨릭 수도회인 예수회가 설립
- 8월 16일 - 하프스 왕조가 다스리던 튀니스 (현 튀니지)를 오스만 제국의 바르바로스 장군이 공격하여 점령하였다.

## 탄생
- 2월 10일 - 조선 중기의 유학자 겸 철학자, 정치인 송익필. (~1599년)
- 6월 23일 - 일본 센고쿠 시대의 장군 오다 노부나가. (~1582년)
- 7월 13일 - 조선의 제13대 국왕 명종. (~1567년)
- 8월 30일 - 왕석작. (~1611년)

### 미상
- 일본 센고쿠 시대의 무장 가모 가타히데. (~1584년)

## 사망
- 9월 25일 - 제219대의 교황 교황 클레멘스 7세. (1478년~)

### 미상
- 조선 전기의 서예가 김구. (1488년~)